# Igor Bagnjuk
Igor Bagnjuk (russisch Игорь Багнюк; * 30. April 1982 in Riga) ist ein russischer Oberstleutnant. Laut Bellingcat, The Insider und Der Spiegel ist er Kommandeur einer Untereinheit des von Robert Baranow geleiteten Hauptrechenzentrums GWZ (russisch Главный Вычислительный Центр (ГВЦ)) des Generalstabs der russischen Streitkräfte in Moskau im Bezirk Arbat in der Snamenka-Straße 19.

## Werdegang
Bagnjuk absolvierte 2004 eine Ausbildung an der Peter der Große Militärakademie für strategische Lenkflugkörper in Serpuchow, die auf IT-Systeme für russische Raketen spezialisiert ist. Zunächst wurde er in der Militäreinheit 29692 (Luftfahrttechnisches Depot Nr. 2027) in der Nähe der Stadt Wladimir eingesetzt. Vor 2010 ging er nach Moskau, um im GWC zu arbeiten.

## Aktivitäten in Syrien und in der Ukraine
Zwischen 2015 und 2020 wurde Bagnjuk für die „Teilnahme an Militäroperationen in Syrien“, also am Bürgerkrieg in Syrien seit 2011, eine Medaille verliehen. Russische Streitkräfte starteten zwischen 2015 und 2017 sowohl von Flugzeugen als auch von See aus Marschflugkörper und feuerten auf Ziele in Syrien, einschließlich der gemeldeten Angriffe auf Aleppo im Jahr 2016.

### Russischer Überfall auf die Ukraine 2022
Die Untereinheit unter dem Kommando von Bagnjuk soll für die Programmierung von Lenkflugkörpern verantwortlich sein, insbesondere für den größten koordinierten Raketenangriff seit Kriegsbeginn vom 10. bis 18. Oktober 2022 auf die größten Städte der Ukraine, durch den zwanzig Menschen getötet und 108 verletzt wurden. Open-Source-Beweise zeigen, dass mehrere Raketen zivile Ziele, Wohngebäude, Kindergärten und Spielplätze zerstörten.
Nach einer sechsmonatigen Recherche konnten Bellingcat, The Insider und Der Spiegel diese bisher geheime Gruppe von 33 Militärangehörigen, drei Teams mit jeweils etwa zehn Militäringenieuren mit Bildungs- und Berufshintergrund in der Raketenprogrammierung, identifizieren, die für die mutmaßlichen Kriegsverbrechen zuständig sind, wobei jedes Team einem bestimmten hochpräzisen Raketentyp zugeordnet ist.
Die drei Hochpräzisionsraketen-Systeme sind:
- 3М-14 Kalibr, seegestartet,
- 9М728 (R-500) Marschflugkörper für Iskander-Systeme, bodengestartet,
- Ch-101 luftgestartet.

Die meisten von ihnen sind junge Männer und Frauen, Absolventen von Akademien für militärische Raketentechnik, insbesondere der Peter der Große Akademie für strategische Lenkwaffen in Serpuchow sowie für militärische Schiffstechnik. Einige hatten zuvor Militärdienst als Marinekapitäne oder Schiffsingenieure geleistet. Andere hatten zuvor zivile Berufserfahrung als IT-Spezialisten oder Spieledesigner gesammelt.
Das Hauptrechenzentrum der Streitkräfte Russlands GWZ wurde in Militärpublikationen undurchsichtig als „Bereitstellung von IT-Diensten“ und „Automatisierung“ für die russischen Streitkräfte beschrieben. Es hat eine lange Geschichte. Der mit den russischen Streitkräften verbundene Fernsehsender Swesda berichtete, dass das GWZ 1963 gegründet wurde. In heutigen russischen Medien wird diese Einheit kaum öffentlich erwähnt.
Bagnjuk ist Träger folgender Medaillen:
- für militärische Tapferkeit 2. Grades,
- für die „Teilnahme an Militäroperationen in Syrien“, also am Bürgerkrieg in Syrien,
- „für einen Beitrag zur Organisation der Olympischen Winterspiele 2014 in Sotschi“, von Präsident Putin im Jahr 2014 verliehen.[1]

## Privates
Bagnjuk ist Münzsammler. 2022 bot er eine von Putin verliehene Medaille zum Preis von etwa 105 Dollar an.